# Lynx (sterrenbeeld)

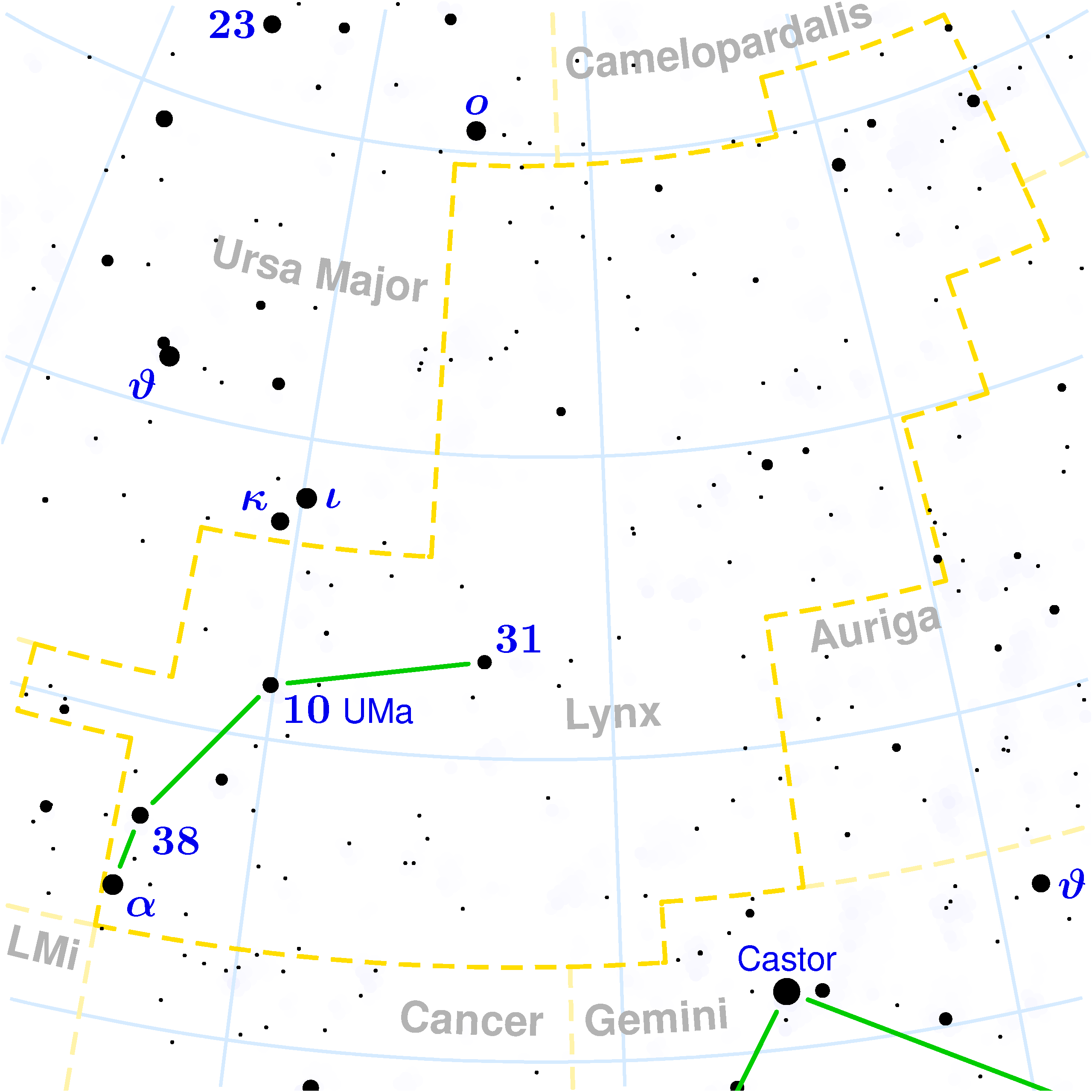
Kaart van het sterrenbeeld Lynx.

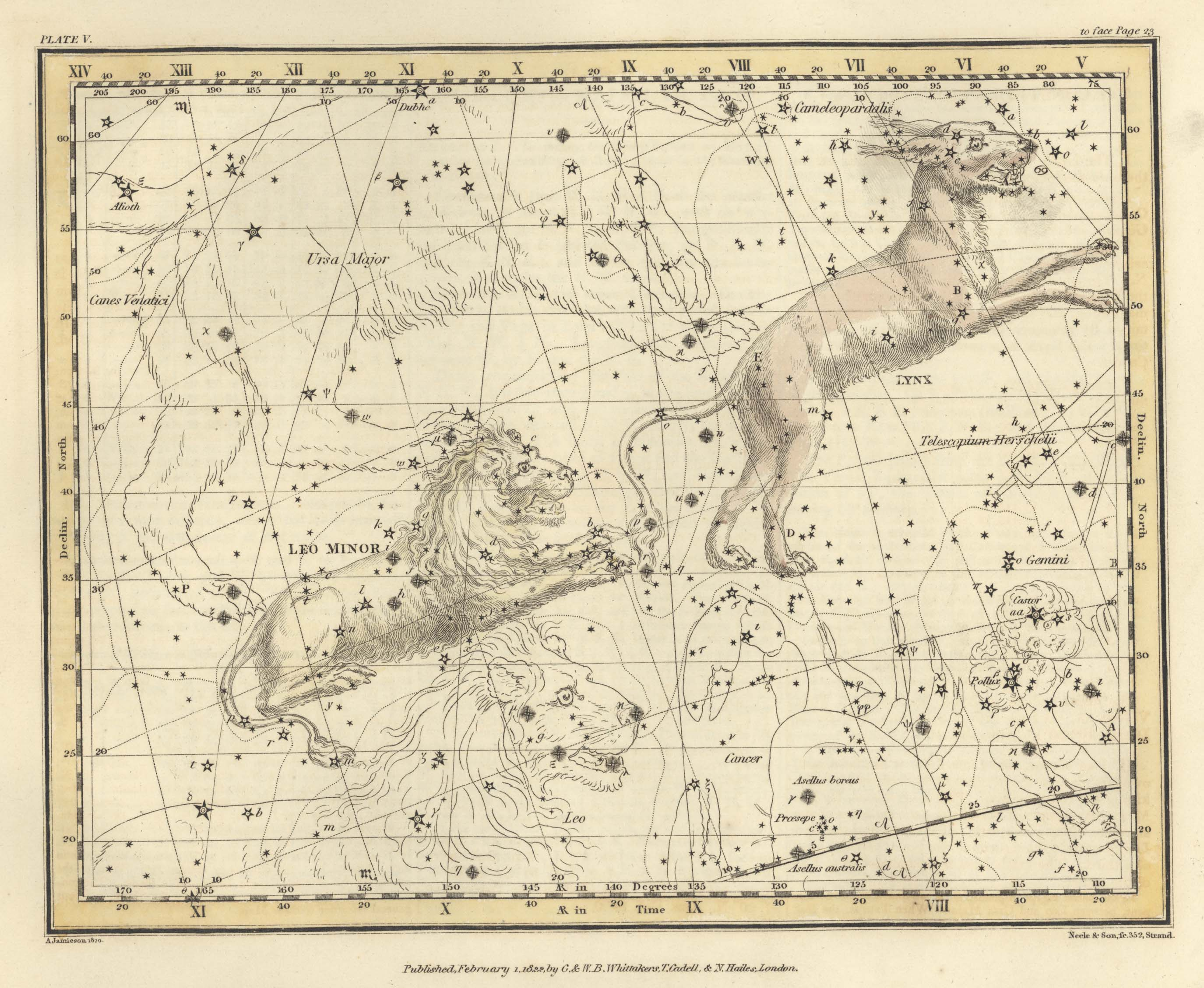
Lynx (rechts) en Leo Minor in de Celestial Atlas van Alexander Jamieson (1822).

Lynx (afkorting Lyn) is een sterrenbeeld gelegen aan de noordelijke hemel tussen rechte klimming 6u13m en 9u40m en tussen declinatie +33° en 62°.
Dit sterrenbeeld, afkomstig van Johannes Hevelius, ontleent zijn naam aan het feit dat er geen heldere sterren in staan, je hebt de ogen van een lynx nodig om het te kunnen zien.

## Sterren
(in volgorde van afnemende helderheid)
- De helderste ster, alpha Lyncis heeft magnitude 3,13.
- Alsciaukat (31 Lyncis)

## Telescopisch waarneembare objecten in Lynx

### New General Catalogue(NGC)
NGC 2273, NGC 2273A, NGC 2273B, NGC 2308, NGC 2315, NGC 2320, NGC 2321, NGC 2322, NGC 2326, NGC 2326A, NGC 2329, NGC 2330, NGC 2332, NGC 2334, NGC 2337, NGC 2340, NGC 2344, NGC 2415, NGC 2419, NGC 2424, NGC 2426, NGC 2429, NGC 2429B, NGC 2431, NGC 2436, NGC 2444, NGC 2445, NGC 2446, NGC 2456, NGC 2457, NGC 2458, NGC 2461, NGC 2462, NGC 2463, NGC 2464, NGC 2465, NGC 2468, NGC 2469, NGC 2471, NGC 2472, NGC 2473, NGC 2474, NGC 2475, NGC 2476, NGC 2484, NGC 2488, NGC 2493, NGC 2495, NGC 2497, NGC 2500, NGC 2505, NGC 2518, NGC 2519, NGC 2521, NGC 2524, NGC 2528, NGC 2532, NGC 2534, NGC 2537, NGC 2537A, NGC 2541, NGC 2543, NGC 2549, NGC 2552, NGC 2638, NGC 2649, NGC 2668, NGC 2683, NGC 2691, NGC 2704, NGC 2712, NGC 2719, NGC 2719A, NGC 2724, NGC 2746, NGC 2755, NGC 2759, NGC 2770, NGC 2770A, NGC 2776, NGC 2778, NGC 2779, NGC 2780, NGC 2782, NGC 2785, NGC 2793, NGC 2798, NGC 2799, NGC 2823, NGC 2825, NGC 2826, NGC 2827, NGC 2828, NGC 2829, NGC 2830, NGC 2831, NGC 2832, NGC 2833, NGC 2834, NGC 2838, NGC 2839, NGC 2840, NGC 2844, NGC 2852, NGC 2853, NGC 2860

### Index Catalogue(IC)
IC 457, IC 458, IC 459, IC 460, IC 461, IC 462, IC 463, IC 464, IC 465, IC 470, IC 471, IC 472, IC 527, IC 2166, IC 2210, IC 2214, IC 2221, IC 2222, IC 2223, IC 2224, IC 2225, IC 2227, IC 2232, IC 2233, IC 2234, IC 2385, IC 2400, IC 2401, IC 2405, IC 2424, IC 2427, IC 2434, IC 2456, IC 2459, IC 2460, IC 2461

### Anders
Akira, Tetsuo, 3C186

## Bezienswaardigheden
- Het lensvormig sterrenstelsel NGC 2493.
- Het spiraalvormig sterrenstelsel NGC 2683.
- Het compacte dwergmelkwegstelsel NGC 2537 (Bear Paw Galaxy).
- De bolvormige sterrenhoop NGC 2419 (ook wel bekend als de Intergalactic Tramp of Intergalactic Wanderer).
- De planetaire nevel Jones-Emberson 1 (PK 164 +31.1), ook wel bekend als de Headphone Nebula.
- De planetaire nevel Purgathofer-Weinberger 1 (PK 158+17.1).
- De planetaire nevel Abell 16 (PK 153+22.1).
- T.W.Webb heeft het in zijn Celestial Objects for Common Telescopes, Volume 2: The Stars over een rijtje sterren op 8h 41m / +44° 54' (five stars in line, and others smaller).
- Roodkleurige sterren (koele koolstofsterren): T Lyncis, CCCS 1354.

## Aangrenzende sterrenbeelden
(met de wijzers van de klok mee)
- Giraffe (Camelopardalis)
- Voerman (Auriga)
- Tweelingen (Gemini)
- Kreeft (Cancer)
- Leeuw (Leo) (raakt maar op één punt)
- Kleine Leeuw (Leo Minor)
- Grote Beer (Ursa Major)